# Sextonia rubra
Sextonia rubra ist ein großer Baum in der Familie der Lorbeergewächse aus dem nördlicheren Südamerika. Sie ist eine von nur zwei Arten der Gattung Sextonia.

## Beschreibung
Sextonia rubra wächst als immergrüner Baum bis über 25–30 Meter hoch. Der Stammdurchmesser erreicht etwa 70–150 Zentimeter. Es sind Wurzelanläufe vorhanden.
Die einfachen, wechselständigen und kahlen Laubblätter stehen in Büscheln an den Zweigenden. Sie sind kurz gestielt, ganzrandig und verkehrt-eiförmig, an der Basis keilförmig, sowie an der Spitze stumpf bis abgerundet und teils eingebuchtet. Die etwas ungewöhnlichen Blätter sind oberseits dunkel-olivfarbig und unterseits rostig-rötlich.
Es werden achselständige, rispige Blütenstände gebildet. Die zwittrigen, gestielten und gelblichen Blüten sind mit einfacher Blütenhülle. Es sind jeweils kleine Tragblätter vorhanden. Die 6 kleinen, aufrechten Tepalen stehen in zwei ungleichen Kreisen, der äußere ist kleiner. Es sind 9 kurze, fast sitzende, fransig-papillöse, innen an der Basis haarige Staubblätter in 3 Kreisen und 3 kleine, haarige Staminodien vorhanden. Die Staubblätter im 3. Kreis besitzen an der Basis zwei kleine Drüsen. Der kahle Fruchtknoten mit relativ kurzem Griffel mit kopfiger, stumpfer Narbe ist mittelständig im becherförmigen Blütenbecher.
Es werden Beeren in/an einem „Fruchtbecher“ gebildet.

## Taxonomie
Die Erstbeschreibung des Basionyms Ocotea rubra erfolgt 1889 durch Carl Christian Mez in Jahrb. Königl. Bot. Gart. Berlin 5: 258. Die Umteilung in die neue Gattung Sextonia zu Sextonia rubra erfolgt 1997 durch Henk van der Werff in Novon 7: 438 (publ. 1998). Ein anderes Synonym ist noch Nectandra rubra (Mez) C.K.Allen.

## Verwendung

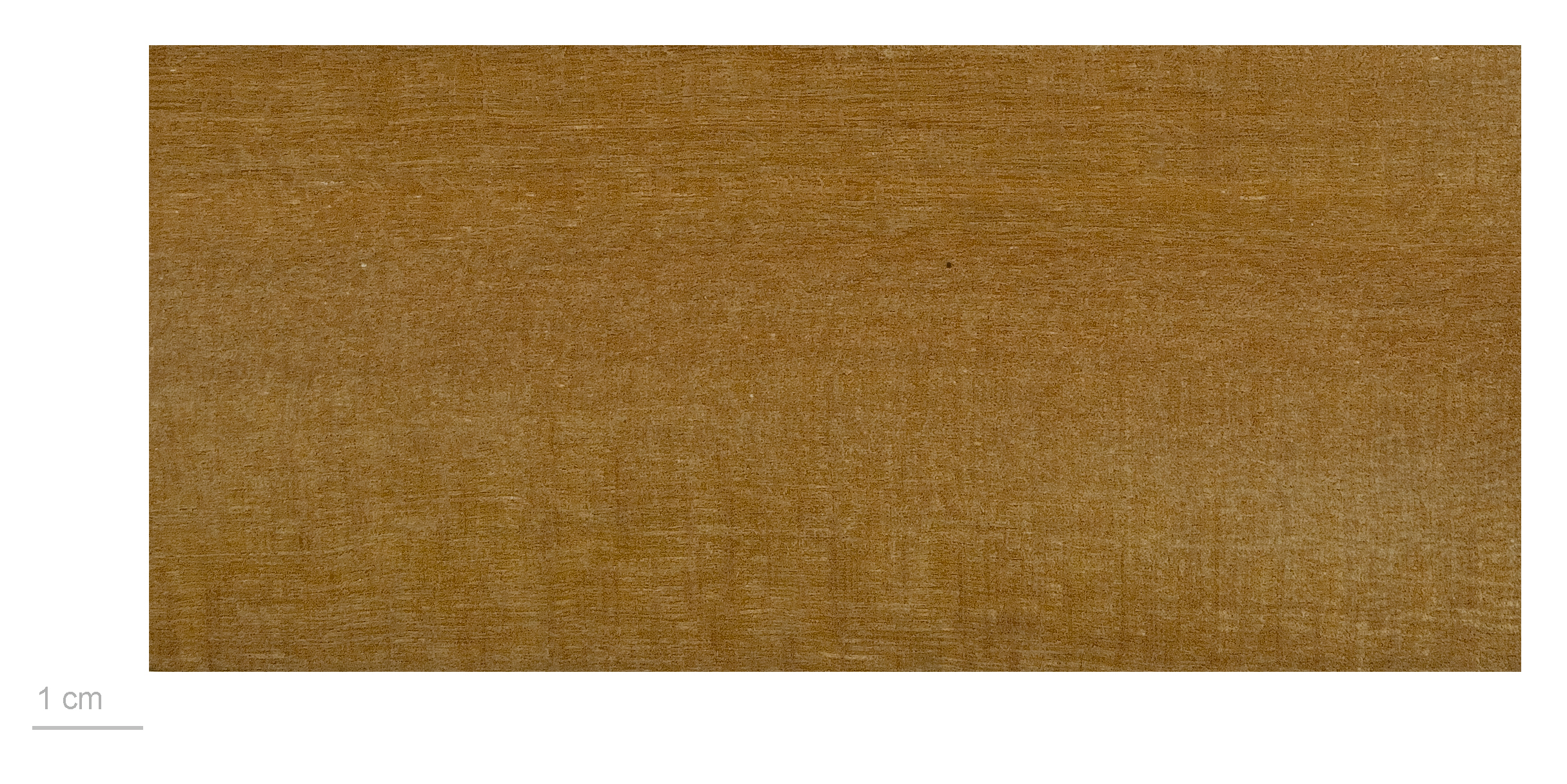
Holz von Sextonia rubra

Das schöne, mittelschwere, -harte Holz wird vielfältig verwendet, es ist bekannt als Determa oder Red Louro. Es nimmt sehr wenig Feuchtigkeit auf, darum ist es nicht behandelbar, und es ist recht haltbar und resistent.